# Amata marina
Amata marina är en fjärilsart som beskrevs av Butler 1876. Amata marina ingår i släktet Amata och familjen björnspinnare. Inga underarter finns listade i Catalogue of Life.